# NGC 2449
NGC 2449 (również PGC 21802 lub UGC 4026) – galaktyka spiralna (Sab), znajdująca się w gwiazdozbiorze Bliźniąt. Odkrył ją Édouard Jean-Marie Stephan 18 stycznia 1874 roku. Jest to galaktyka z aktywnym jądrem typu LINER. Niedaleko na północny zachód od niej znajduje się galaktyka IC 476.